# Theodore Kaufmann
Theodore Kaufmann va ser un pintor alemany, conegut per les seves pintures de la guerra civil dels Estats Units. Fou deixeble dels pintors Peter Cornelius, Fredrick Kaulbach i Wilhelm Schwar.